# John C. Anderson
Pour les articles homonymes, voir John Anderson et Anderson.
 (mars 2024).
John Crawford Anderson, né le 5 août 1863 dans le comté de Greene, en Alabama et mort le 27 avril 1940, est un juge associé de la Cour suprême de l'Alabama de 1904 à 1914, puis président de la cour de 1914 jusqu'à sa mort en 1940.

## Biographie
Né dans le comté de Greene, en Alabama, Anderson obtient un diplôme de droit de l'École de droit de l'Université de l'Alabama en 1883, et établit un cabinet d'avocats prospère dans le comté de Marengo, en Alabama. Il est initialement nommé à un poste de tribunal de circuit par le gouverneur William C. Oates en 1895. Il est élu à un siège nouvellement créé à la Cour suprême de l'Alabama en 1904 et est élevé au poste de juge en chef en 1914 (succédant à James R. Dowdell). Il occupe cette fonction jusqu'à sa mort en 1940.
Pendant son mandat de juge en chef, Anderson est le seul membre de la Cour suprême de l'Alabama à adopter une position dissidente dans les affaires des Scottsboro Boys, un événement très médiatisé où neuf jeunes hommes noirs sont accusés et rapidement condamnés pour le viol de deux femmes blanches. Anderson soutient que le caractère surchauffé des procédures et le défaut d'assistance juridique adéquate rendaient nécessaires de nouveaux procès pour les accusés. Sa position est ensuite légitimée par la Cour suprême des États-Unis dans l'affaire Powell v. Alabama.